# 群馬県林業試験場
群馬県林業試験場（ぐんまけんりんぎょうしけんじょう、Gunma Prefecture Foresty Experiment Station）は、群馬県における林業の研究・指導を目的として設置された群馬県立の研究所。本場は群馬県北群馬郡榛東村にあり、併設で野鳥病院（企画・自然環境係所轄）と林木育種場（森林科学係所轄）を併設する。

## 組織
組織の長は場長である。
- 企画・自然環境係－野生生物、自然環境（砂防工学など）に関する研究を行い、林業技師・獣医師が常駐する
- 森林科学係－森林・林業に関する研究を行っており、渋川市横堀に林木育種場を併設する
- 木材係－木材に関する研究を行い、木材の材質や加工技術等を担当する
- きのこ係－育種（品種改良）・野生きのこの人工栽培化等、きのこに関する研究を担当する

## 沿革
- 1956年（昭和31年）：林業指導所（甘楽郡妙義町大桁県有林内）を林業試験場と改称
- 1959年（昭和34年）：高崎市乗附町に移転（育種経営課、林産加工課、庶務課）
- 1969年（昭和44年）：厚生省心身障害者コロニー建設により、現在地に移転。林業研修所を併設
- 1972年（昭和47年）：育種経営課を造林課と環境課に分割、林産加工課を特産課に改称
- 1976年（昭和51年）：傷害鳥救護施設・野鳥病院が完成
- 1977年（昭和52年）：林木育種場（子持村内　昭和45年4月開設）を付置機関として編入
- 1979年（昭和54年）：特産課をきのこ研究室に改称
- 1980年（昭和55年）：林業研修所が「憩いの森」（伊香保町内）に移転。資源利用課を新設
- 1981年（昭和56年）：林業研修所を森林学習センターに改称
- 1995年（平成7年）：機構改革により、普及部門を編入し、3部4課制に改編、課名変更。同年7月、きのこ総合実験棟完成
- 1998年（平成10年）：木材加工技術センター完成
- 2003年（平成15年）：部課制を廃止してグループ制を導入、3グループ制に改編。普及部及び森林学習センターが別組織へ移行。
- 2007年（平成19年）：林木育種場を付置機関から林業試験場附属施設へ編入。
- 2010年（平成22年）：グループ制を従来の部課制に変更

## 野鳥病院
- 年間収容数約350～400羽。県内各地で保護された野鳥が収容されている。